# Estación Choya
Choya es una estación de trenes del departamento Choya, en la provincia de Santiago del Estero, Argentina.
En esa zona se encuentra la localidad de Choya. Y forma parte de la red ferroviaria argentina, y del Ferrocarril General  Belgrano.